# Municipio de Washington (condado de Franklin, Nebraska)
El municipio de Washington (en inglés: Washington Township) es un municipio ubicado en el condado de Franklin en el estado estadounidense de Nebraska. En el año 2010 tenía una población de 123 habitantes y una densidad poblacional de 0,66 personas por km².

## Geografía
El municipio de Washington se encuentra ubicado en las coordenadas 40°2′50″N 98°50′11″O / 40.04722, -98.83639. Según la Oficina del Censo de los Estados Unidos, el municipio tiene una superficie total de 186.67 km², de la cual 186,45 km² corresponden a tierra firme y (0,12 %) 0,22 km² es agua.

## Demografía
Según el censo de 2010, había 123 personas residiendo en el municipio de Washington. La densidad de población era de 0,66 hab./km². De los 123 habitantes, el municipio de Washington estaba compuesto por el 95,93 % blancos, el 0,81 % eran asiáticos y el 3,25 % eran de una mezcla de razas. Del total de la población el 0 % eran hispanos o latinos de cualquier raza.